# Ретроспективний аналіз
Ретроспективний аналіз (від лат. Retro — «назад» і лат. specto — «дивлюся»), у шахах — метод побудови баз даних ендшпілів, що з'ясовує об'єктивну оцінку позиції на основі оцінок всіх заключних позицій, які можуть бути отримані з даної. Рухаючись у зворотному напрямку, переходять до позицій, які переводяться в заключні за 1 півхід, потім — до позицій, які переводяться в заключні за 2 півходи, і так далі, поки не буде досягнута вихідна позиція. Ретроспективний аналіз став можливим лише з появою ЕОМ і застосуванням їх до шахової теорії, оскільки навіть при аналізі малофігурних закінчень доводиться розглядати величезне число позицій.
Можливості ретроспективного аналізу при використанні сучасних[коли?] комп'ютерів обмежені закінченнями з числом фігур не більше 7 (в тому числі 2 королі). Однак саме завдяки ретроспективному аналізу було отримано ряд результатів, важливих для теорії шахових закінчень. Наприклад, було доведено, що два слони в загальному випадку виграють проти одного коня (К. Томпсон, 1983), і тим самим спростовано думку Й. Клінга та Б. Горвіца, що панувала 132 роки. Також за допомогою ретроспективного аналізу в 2006 році було знайдено позицію зі співвідношенням матеріалу «король, ферзь і кінь проти короля, тури, слона і коня» з рекордною кількістю ходів до мату або до переходу в молодший ендшпіль (метрика DTC) — 517 ходів, а в 2013 році було виявлено споріднену позицію зі співвідношенням матеріалу «король, ферзь і пішак проти короля, тури, слона і коня» з абсолютним рекордом для кількості ходів до мату (метрика DTM) в 7-фігурних закінченнях — 549.